# Henning Enoksen
Henning Enoksen (født 26. september 1935 i Nykøbing Mors, død 25. september 2016) var en dansk landsholdsspiller i fodbold.

## Karriere
Henning Enoksen – angriberen med super-venstrebenet – præsterede at score 29 mål i 54 landskampe – 29 af kampene blev opnået som VB'er og 25 som AGF'er. De 29 scoringer placerer Henning Enoksen som nummer syv på alletiders topscorerliste for landsholdet.
Henning Enoksen dannede angrebspar med Harald Nielsen på det legendariske landshold, der vandt sølv ved OL i Rom i 1960. Enoksen var bl.a. den ene målscorer i den legendariske OL-semifinale, hvor Danmark slog Ungarn 2-0. Harald Nielsen scorede det andet danske mål. Henning Enoksen debuterede på det danske landshold 15. maj 1958 i en venskabskamp i Aarhus mod Curaçao og scorede to mål i sejren på 3-2.
I Vejle Boldklub spillede Henning Enoksen 132 kampe og scorede imponerende 111 mål! Enoksen kom i 1962 til AGF fra Vejle og blev allerede i sin første sæson i den hvide AGF-trøje topscorer i den bedste række med 24 scoringer. Henning Enoksen har rekorden for flest mål i Danmarksturneringen. Det blev til 71 for Vejle og 83 for AGF. I alt 154.
Enoksen vandt DBU's landspokalturnering med Vejle i 1958 og AGF i 1964 og det blev også til et enkelt dansk mesterskab i 1958 med Vejle Boldklub. Han spillede sin sidste kamp 4. juni 1967 mod KB
Efter en landsholdskarriere, som strakte sig over 8 år, flyttede Henning Enoksen til den sønderjyske by Tønder for at tiltræde et job som adjunkt på Tønder Statsseminarium. Lysten til fodbold var dog stadig til stede, og Enoksen videreførte sine fodboldmæssige aktiviteter i Tønder SF, hvor han som spillende træner sikrede den lille klub oprykning til Jyllandsserien og som træner til Danmarksserien. Samtidig var han aktiv i DBU's træner- og uddannelsesudvalg og var medvirkende til en markant professionalisering af uddannelsesprogrammerne i 1970'erne og 1980'erne. 
Efter 25 år i Tønder som adjunkt, lektor og til sidst studielektor fik Enoksen til opgave at afvikle Tønder Statsseminarium. De sidste år som underviser på seminarieniveau tilbragte han på Haderslev Seminarium.
I 1973 tog Henning Enoksen et sabbatår. Det tilbragte han på Island – først som taktisk træner for det islandske landshold siden som landstræner. Efter to og en halv måned i spidsen for islændingene og seks nederlag, forlod Enoksen jobbet.
I 2016 blev Henning Enoksen indlemmet i DBU's Fodboldens Hall of Fame for at være en af de mest betydningsfulde spillere i klubbens historie.

## Topscorer
Henning Enoksen var tre gange topscorer i 1. division:
- 1958: 27 mål for Vejle Boldklub
- 1962: 24 mål for AGF
- 1966: 16 mål for AGF